# Kaiwakawaka (rivière)
La rivière Kaiwakawaka  (anglais : Kaiwakawaka River) est un cours d’eau de l’Île du Nord de la Nouvelle-Zélande, dans le district de Rodney dans la région d'Auckland, et un affluent droit de la rivière Wharehine.

## Géographie
De 8 km de longueur et localisée à l’ouest et au sud de la ville de Wellsford, c’est un affluent en rive droite de la rivière Wharehine.